# Cono Opal
Il cono Opal (in inglese: Opal Cone) è un piccolo cono vulcanico del Canada situato sulla parete sud-est del monte Garibaldi nelle Montagne Costiere, in Columbia Britannica. Ha prodotto soprattutto una colata dacitica particolarmente lunga per questo tipo di lava.

## Geografia
Il cono Opal fa parte dell'arco vulcanico delle Cascate, ma è situato nelle Catene Garibaldi nelle Montagne Costiere, e non nella Catena delle Cascate. Geologicamente, esso costituisce una bocca laterale del monte Garibaldi. Si trova sulla parete sud-est di questo vulcano, a 3,5 chilometri dalla sua vetta in linea retta, e culmina a 1 740 metri di altezza.
Il cono è la sorgente di una colata di lava di dacite, la Ring Creek, con un volume da 4,3 a 4,5 km³ con una superficie caotica e due alzate laterali. Con venti chilometro di lunghezza, questa colata è insolitamente lunga per questo tipo di lava. Essa ha colmato una parte della valle glaciale a sud della montagna. Questa colata di lava non deve essere confusa con quella di Rubble Creek emessa dal picco Clinker a nord-ovest del monte Garibaldi e che ha formato il lago Garibaldi comportandosi come una diga naturale.

## Storia
L'ultima eruzione del cono Opal, che è anche quella del monte Garibaldi, risale al IX millennio a.C. Di tipo esplosivo, essa ha prodotto la colata di lava di Ring creek.

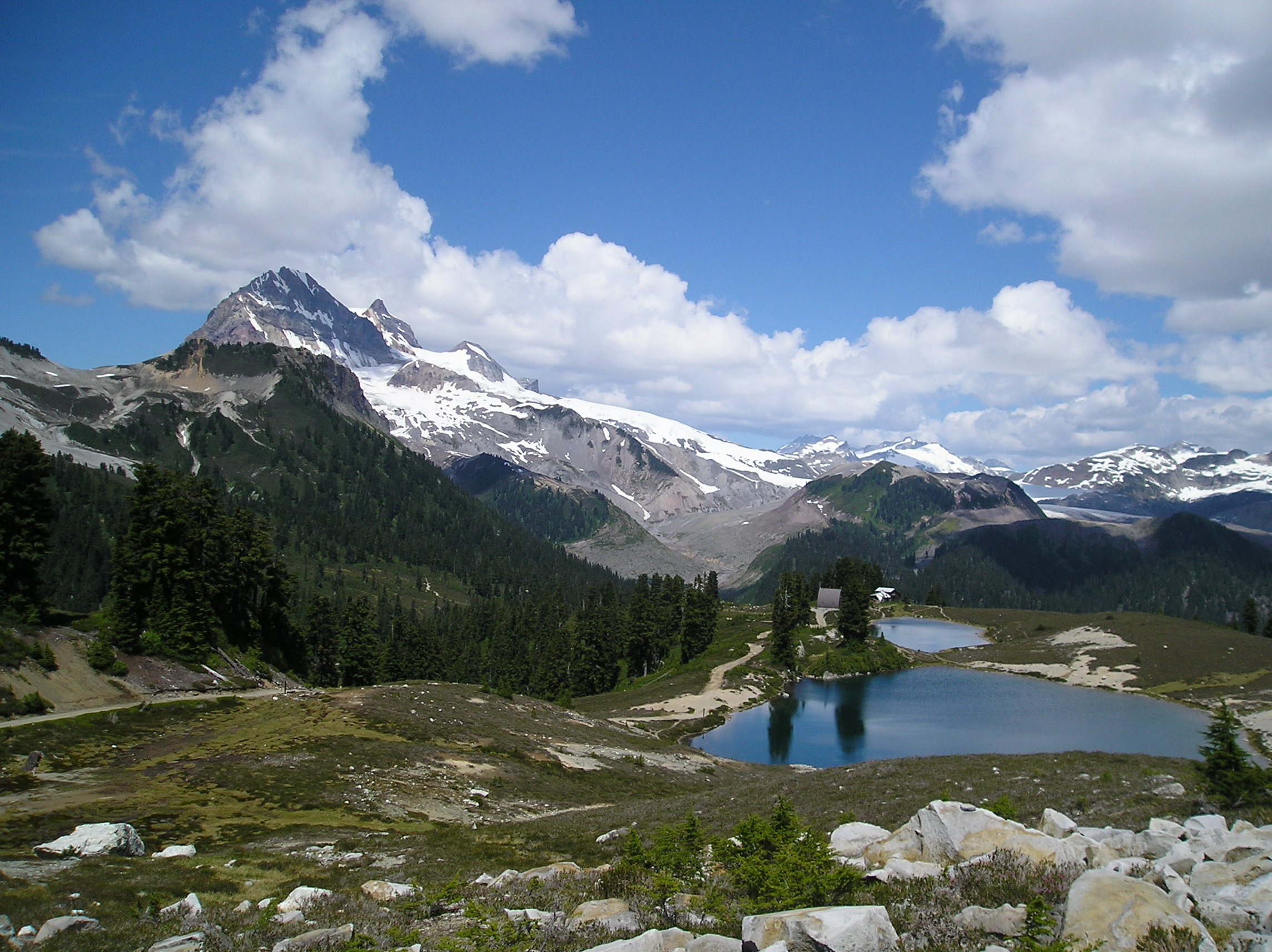
I Laghi Elfin con il cono Opal (a destra) dominato dal monte Garibaldi (a sinistra).